# Haring Harings
Haring Alderts Harings (Leeuwarden, 6 februari 1815 – aldaar, 28 november 1906) was de oudste Nederlandse tamboer der schutterij. 

## Jeugd
Haring Harings was de oudste zoon van Aldert Harings, meesterschoenmaker en ridder van het Metalen Kruis, en Johanna Wijngaarden. Hij groeide op in een huis op de Voorstreek in Leeuwarden, want zijn ouders komen in het archief voor op dat adres. Haring ging naar school want hij leerde lezen en schrijven. Hij werd hierna leerling in het bedrijf van zijn vader. 

## Militaire loopbaan
Harings begon zijn carrière op 15-jarige leeftijd als tamboer-vrijwilliger bij de mobiele Friese schutterij in het Nederlandse leger tijdens de Belgische Opstand. In de jaren 1831-1834 maakte hij deel uit van de bezetting van Bergen op Zoom. Hij keerde als korporaal der infanterie naar Leeuwarden terug, om na ontbinding van de mobiele schutterij in 1840 over te gaan in de dienstdoende Leeuwardense schutterij. Daar bleef hij lid van tot zijn dood in 1906, waarna hij met militaire eer werd begraven.

## Koninklijke onderscheidingen
Bij koninklijk besluit van 1 september 1852 no. 44 kende koning Willem III aan Harings de zilveren onderscheiding voor Trouwe Dienst Schutterijen toe vanwege 15 jaar 'eerlijke en trouwe dienst' bij de stedelijke schutterij. Na koninklijk besluit van 2 juli 1886 was Harings vanwege (meer dan) 30 dienstjaren gerechtigd om de bijzondere vergulde variant van de onderscheiding te dragen.

## Media
Harings was uiteindelijk 75 jaar in dienst. Zijn jubilea werden gepubliceerd in Nederlandse kranten, in het binnenland, Amerika en in Nederlands-Indië. Vanwege zijn uitzonderlijke lange diensttijd en hoge leeftijd haalde hij tussen 1852 en 1906 uiteindelijk meer dan 50 keer de krant. Harings was een toonbeeld van plicht, trouw en weerbaarheid in de 19e  eeuw waar romantiek en nationalisme hoogtij vierden in de westerse cultuur. Op 8 juli 1905 werd een biografisch portret van Haring Harings opgenomen in weekblad De Prins der Geïllustreerde Bladen. Volgens de Friese necrologie over 1906 was hij de 'oudste tamboer der Nederlandse schutterij'.

## Trivia
- De nazaten van Harings ontvingen nog negen koninklijke en/of militaire onderscheidingen. Dit waren een Eremedaille van de Orde van Oranje-Nassau,[7] een Atjeh- en een Lombokkruis, twee Bronzen en twee Zilveren Onderscheidingstekens voor Trouwe Dienst bij het Koninklijk Nederlandsch-Indisch Leger,[8] een Oorlogsherinneringskruis en een Ereteken voor Orde en Vrede.

- Haring Harings was een oudoom van William Harings.